# Giovanni Battista Costanzi
Giovanni Battista Costanzi zvaný Giovannino del violoncello nebo Giovannino da Roma (3. září 1704 Řím – 5. března 1778 tamtéž) byl italský violoncellista a hudební skladatel

## Život
Giovanni Battista Costanzi byl nejspíše žákem Giovanniho Antonia Hayma (1660-1729). Často bývá jako učitel uváděn Giovanni Lorenzo Lulier, což však není možné, neboť Lulier zemřel již v roce 1700. V roce 1721 vstoupil Constanzi do služeb kardinála Pietra Ottoboniho. V témže roce byla uvedena také jeho první opera Roma giuliva. V roce 1722 se stal ředitelem kůru v kostele San Luigi dei Francesi. Jako maestro di cappella působil i v dalších římských kostelech a stal se jedním z nejoblíbenějších skladatelů chrámové hudby v Římě. Věnoval se rovněž pedagogické činnosti. Jeho nejznámějším žákem byl Luigi Boccherini.

## Dílo

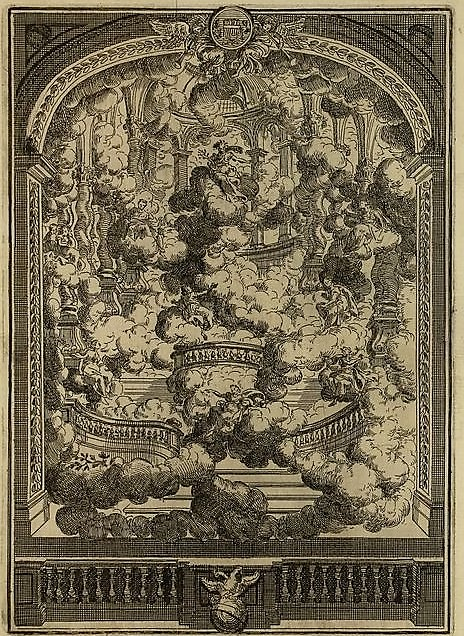
Titulní strana libreta k oratoriu Per la festività del Santo Natale.

### Scénická díla
- Roma giuliva (Abate Gaetano Lemer, 1721 Řím)
- La Fenice, kantáta (Domenico Lalli, 1726 Benátky)
- L'amor generoso, dramma per musica (Apostolo Zeno a Giuseppe Polvini-Faliconte, 1727 Řím, Teatro Capranica)
- Carlo Magno, festa teatrale (Pietro Ottoboni), 1728 Řím)
- Componimento da cantarsi nel giorno onomastico della imperatrice Elisabetta Cristina (1729 Řím, Palazzo del Cardinale Cientuego)
- Rosmene, favola drammatica (Giuseppe Pulvini-Feliconi, 1729 Řím, Teatro Pace)
- L'Eupatra, dramma per musica (Faustini, 1730 Řím, Nuovo Teatro della Valle)
- La Partenope, dramma per musica (Silvio Stampiglia, 1734 Řím, Nuovo Teatro Tordinona)
- La Flora, dramma pastorale (1729 Řím)
- Componimento drammatico per comandamento di S. E. il Duca di Saint'Aignon (1737 Řím)
- Il trionfo della pace, componimento drammatico (Girolamo Melani, 1739 Řím, Residenza del Duca di Saint'Aignon)
- Il Telemaco (1741 Řím)
- Il Vesuvio (Antonio Passeri, 1741 Řím, Residenza del Cardinale Troiano Acquaviva d'Aragona)
- Componimento del giorno natalizio di Don Carlo di Borbone (Gioacchino Pizzi, 1742 Řím, Palazzo di Spagna)
- La Nisa, componimento drammatico (Antonio Passeri a P. Arcade, 1742 Řím)
- Cantata à 3 v. con violini, trombe, oboè e corni da caccia (Pietro Metastasio, 1743 Řím)
- Componimento per musica da cantarsi nel giorno natalizio di Maria Amalia Walburga (1743 Řím)
- L'asilo delle virtù componimento per musica (T. P. Pastore Arcade, 1744 Řím)
- La speranza della terra (1744 Řím)
- L'Iride, kantáta k narozeninám Marie Amálie Saské, 1745 Řím)
- Enea in Cuma, kantáta (1746 Řím)
- Amor prigioniero, azione teatrale (Giovacchino Pizzi, 1752 Řím, Palazzo Colonna)

### Instrumentání skladby
- 5 sinfonie per violoncello solo e basso continuo
- 6 solos( pro 2 violoncella)
- Sonata da camera per due violoncelli ad uso di corni da caccia
- Cello Concerto in D major
- Cello Concerto in F major
- Cello Sonata in C minor

### Oratoria
- Oratorio a 6 S. Cecilia (1725);
- La SS Annunziata (1725);
- L’Adamo (1735);
- Desiderio del martirio di S. Antonio Abate (1739);
- 2 Oratori per l’Assunzione della Beatissima Vergine (1745; 1746);
- S. Pietro Vescovo d’Alessandria (1746, anche intitolata S. Pietro Alessandrino);
- Gioas, Re di Giuda (1748);
- Oratorio per la festa del beato Girolamo Emiliano (1748);
- Esther (1753);
- Giuditta (1753);
- Giaele (1754);
- La morte d’Abel (1738);

### Chrámové skladby
- 8 mší
- 3 Magnificat,
- Passio D. N. Iesus Christi,
- Dixit Dominus pro 8 hlasů a basso continuo,
- Miserere mei, Deus
- Magnificat pro čtyři hlasy a varhany
- Terra tremuit, Salve Regina a Intonuit de Coelo, pro čtyři hlasy a varhany
- Ave Maria
- Miserere mei Deus
- Christus factus east (moteto)
- Ave Maria gratia plena (moteto)
- Intonuit de coelo Dominus
- Dixit Dominus Domino meo
- Te Deum pro 8 hlasů acontinuo
- Domine Exaudi orationem pro 3 hlasy basso continuo
- žalmy, hymny, offertoria, graduaále, antifony, moteta